# Pyura crinita
Pyura crinita is een zakpijpensoort uit de familie van de Pyuridae. De wetenschappelijke naam van de soort is voor het eerst geldig gepubliceerd in 1922 door Michaelsen.